# Vanessa Ramos Gazola
Vanessa Ramos Gazola é uma enxadrista brasileira que detém o título de Candidata a Mestre Feminina.
Representou o Brasil em quatro Olimpíadas de Xadrez.

## Carreira
Vanessa começou no xadrez aos 16 na escola, iniciando seus treinos no Clube de Xadrez de Assis, na época dirigida pelo MF Carlos Martins. Pouco tempo depois começou a representar a cidade de Marília nos Jogos Regionais recebendo aulas do Mestre Fide Álvaro Aranha.
Representou o Brasil em quatro edições das Olimpíadas de Xadrez em 2008,2010, 2012 e 2022